# Meteorus tersus
Meteorus tersus är en stekelart som beskrevs av Muesebeck 1956. Meteorus tersus ingår i släktet Meteorus och familjen bracksteklar. Inga underarter finns listade i Catalogue of Life.